# Samthar

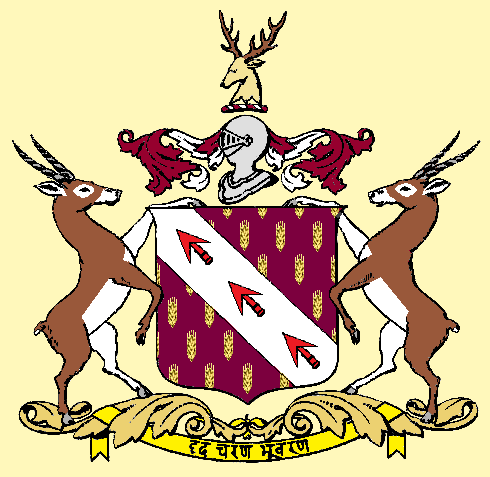
Escut de Samthar

Samthar fou un estat tributari protegit, a l'agència del Bundelkhand, Índia central. El nom era segurament corrupció de Shamshergarh, nom que encara es dona localment a la capital Samthar (ciutat).
Tenia una superfície de 461 km². El terreny era moderadament fèrtil i el terreny pla amb alguns arbres i creuat pels rius Pahuj i Betwa, però dependent pel reg de la pluja.
La població de l'estat era:
- 1881: 38.633
- 1891: 40.541
- 1901: 33.472

El 93% eren hindús i la resta musulmans. Les castes principals eren els chamars, bramans, lodhis, kachhis, gujars i gadàries. L'estat tenia 90 pobles i una ciutat: Samthar (8.286 habitants el 1901).

## Història
A la mort del Maharaja Ram Chandra de Datia el 1733 va esclatar una disputa per la successió; el successor Indrajit tenia el suport de diversos feudataris menors entre els quals el diwan Naune Sah Gujar, el fill d'un antic servidor del maharaja de Datia. Quan Indrajit es va imposar va recompensar a Madan Singh (fill i successor de Naune Sah) amb el títol de rajdhar i el govern de la fortalesa de Samthar; més tard el seu fill Devi Singh va rebre un jagir amb cinc pobles. Durant els disturbis causats per la invasió maratha, Ranjit Singh de Samthar es va fer independent i va rebre el títol de raja dels marathes. Quan es va establir la supremacia britànica va demanar el protectorat i es va signar un tractat el 1817 que li va confirmar la possessió del territori que llavors dominava. Ranjit Singh va morir el 1827 i el va succeir el seu fill Hindupat però com que era retardat mental l'administració va quedar en mans de la rani. El 1862 va rebre sanad d'adopció i salutació de 9 canonades. El 1864 Hindupat fou declarat incapacitat i la rani va assolir el govern fins que el 6 de febrer de 1865 el fill gran i hereu Chhatar Singh fou reconegut governant i la pargana d'Amargarh (Amra) fou concedida al pare pel seu manteniment, de la rani i del fill més jove Arjun Singh (conegut com a Ali Bahadur). El 1877 Chhatar Singh fou alliberat de pagar l'impost per succeir al tron quan hi havia successors directes. El 1879 es va signar un acord sobre la sal pel qual l'estat va rebre 1450 rupies a canvi de les taxes que generava aquest producte. El 1882 va cedir els terrenys necessaris per al canal del Betwa. El 1883 l'exraja Hindupat va renunciar a la pargana d'Amargarh a canvi d'una pensió. Hindupat va viure fins al 1890 i el govern va dictaminar llavors que no era necessari un nou reconeixement de Chhatar Singh després de 26 anys al govern. El 1884 va cedir els terrenys pel ferrocarril. El 17 de juny de 1896 va morir i el va succeir el seu fill Bir Singh al que es va concedir el títol de maharajà com a distinció personal el 1898 i salutació d'11 canonades. Va abdicar el 9 d'octubre de 1935 en favor del seu fill Charan Singh, conservant els títols. Va accedir a l'Índia el 1947 i va deixar el govern el 31 de desembre de 1950.

## Govern i administració
El govern estava en mans del raja, ajudat pel seu wazir.
L'estat estava dividit en quatre parganes governades per tahsildars:
- Shamshergarh (Samthar)
- Amargarh
- Maharajganj
- Lohargarh

L'exèrcit era de 12 cavallers i 40 infants a més de 50 artillers amb 6 canons; els policies eren irregulars, en nombre d'uns 200 a cavall i 500 a peu.

## Llista de rages
- Naune Sah Gujar (Naune Shah Radjhar) vers 1733
- Madan Singh ? (fill)
- Devi Singh ? (fill)
- Ranjit Singh I Rajdhar ?-1827
- Hindupat Singh 1827-1864 (+1890)
- Chhatar Singh 1864-1896
- Sir Bir Singh Ju Deo Bahadur 1896-1935
- Charan Singh 1935-1949